# Diecezja Nowej Anglii
Diecezja Nowej Anglii – jedna z 11 terytorialnych jednostek administracyjnych Kościoła Prawosławnego w Ameryce, obejmująca stany Connecticut, Massachusetts, New Hampshire, Rhode Island i Vermont. Jej ordynariuszem jest biskup Hartford i Nowej Anglii Benedykt (Churchill), natomiast katedrą jest sobór Trójcy Świętej w Bostonie.
Diecezja dzieli się na trzy dekanaty:
- Dekanat północny
- Dekanat Boston
- Dekanat Connecticut.

Na ich terytorium działa 25 parafii. Organem prasowym diecezji jest pismo Orthodox New England.